# Tatra Baghira
Tatra Baghira byl autokrosový speciál navržený československým designérem Václavem Králem v 70. letech, který také toto vozidlo postavil.
Struktura vozu byla použita v různých vozidlech a částech letadel. Podvozek a karoserie postavil Král za pomoci týmu průmyslových nadšenců. První auto bylo postaveno v roce 1970. Jméno Baghira pocházelo ze jména černého pantera z Knihy džunglí Rudyarda Kiplinga (1894).